# Словечне
Слове́чно — село в Україні, у Коростенському районі Житомирської області. Адміністративний центр Словечанської сільської громади. Населення становить 1725 осіб.

## Географія
Село розташовано на Словечансько-Овруцькому кряжі, на березі річки Словечна, притоки Прип'яті.

## Населення
За даними перепису населення СРСР 1939 року чисельність населення становила 2 425 осіб, з них українців — 1 392, росіян — 104, німців — 4, євреїв — 879, поляків — 10, інших — 36.

## Історія
Словечне — село, центр сільської Ради, розташоване на березі річки Словечної, притоки Прип'яті, за 33 км на захід від районного центру, за 15 км від залізничної станції Велідники, на автошляху Овруч-Словечне. Населення — 1964 чоловіка. Сільраді підпорядковано села Антоновичі, Дуби, Задорожок і Тхорин.
Ще в давні часи на території Словечного селилися люди. Свідченням цього є виявлені поблизу села поселення доби бронзи та давньоруський курганний могильник, а на околиці с. Антоновичів знайдено бронзові прикраси скіфського періоду.
Вперше Словечне згадується 1566 року в описі Київського воєводства як село Овруцького староства. Більшість населення займалася землеробством: вирощувала зернові й городні культури, а також — бортництвом і рибальством. Село було приписане до Овруцького замку. Тяглові селяни виконували різні роботи на замковій землі, лагодили дороги, оборонні споруди, мости, а також платили податок грішми й медом.
Після Люблінської унії (1569 року) Словечне перейшло у власність польських магнатів Потоцьких. Селяни під час національно-визвольної війни 1648—1654 брали активну участь у боротьбі з шляхтою у складі Овруцької сотні Київського полку. 1667 року Словечне знову підпало під владу Польщі. У 1679 році селяни повстали. Вони напали на панський двір, знищили панське майно. Виступ було придушено, а багатьох його учасників кинуто до в'язниці.
1773 року Словечне віднесено до категорії містечок. З 1797 року воно увійшло до Овруцького повіту Волинської губернії.
На час проведення селянської реформи 1861 року в Словечному налічувалося 64 двори, в яких жило 142 ревізькі душі. Згідно з уставними грамотами селянам виділили 627 десятин землі. 4,4 десятини, які вони одержали на ревізьку душу, не могли прогодувати сім'ю, бо врожайність на бідних, кислих, супіщаних ґрунтах була низькою — не більше 20 пудів з десятини. Так, 1886 року селяни Словечного самоправно викосили поміщицькі сіножаті, їхні дії були настільки рішучими, що управитель маєтку звернувся за допомогою до волинського губернатора, бо поліція виявилася безсилою. Заворушення було придушено.
Містечко 1863 року стало волосним центром Овруцького повіту. За період з. 1868 по 1899 рік кількість дворів зросла з 145 до 257, а населення з 1430 до 1580 чоловік. Тут працювали водяний та паровий млини, ґуральня, до 1896 року діяло 5 чавуноливарних та залізоробних рудень.
За 48 км від Словечне пролягла залізниця Київ — Ковель, рух по якій відкрито у 1902 році. Проте промисловість розвивалася слабо.
1864 року в Словечному був фельдшер, існувала приватна аптека. Напередодні першої світової війни відкрито земську лікарню. В 1864 році почала діяти парафіяльна школа. На 1913 рік працювали двокласне училище, невеличка народна бібліотека.
В роки першої світової війни всіх дорослих і здатних до військової служби чоловіків було відправлено на фронт, з яких багато загинуло. Значно скоротилися посівні площі. В середині січня 1918 року, село захопила радянська влада. З кінця 1919 по лютий 1920 року в Словечному знаходилися війська Польщі.

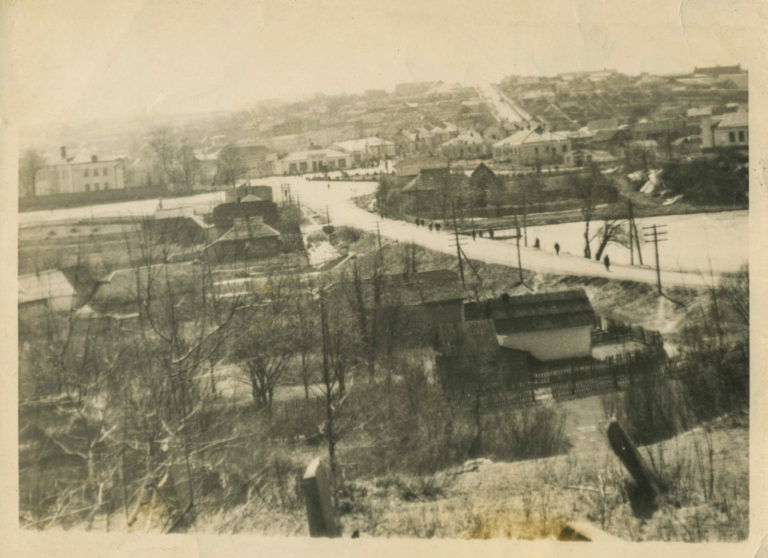
с. Словечно, вид на село із західної частини

За новим адміністративно-територіальним поділом 1923 року Словечне стало центром однойменного району. 1924 року в Словечному відкрито районну лікарню, де працювало 3 фельдшери. Діяла також аптека. Вже в 1920 році в Словечному працювала трудова семирічна школа, де 5 учителів навчало 130 учнів. 1924 року відкрито курси підготовки вчителів.
1928 року в семирічній школі налічувалося 7 учителів і 172 учні. Тут діяли також інтернат та дитячий садок. 1936 року семирічку перетворено на десятирічку. 1941 року у ній учителювало 24 людини, які навчали 470 учнів. З 1931 року виходила районна газета «Колективіст Словечанщини». Напередодні війни завершувалася радіофікація села.
У 1939 році в селі проживало 879 євреїв (27,6 % від усього населення). 503 мешкали в словечанському районі.
19 серпня 1941 року гітлерівці захопили Словечне.
Наприкінці серпня 1941 року нацисти організували рейд у базарний день. В результаті в місцевому клубі було розстріляно 50-60 євреїв. 20 з тих, кого розстріляли, прибули з сусіднього села Листвін. Після стрілянини клуб був спалений. Під час війни трупи були перепоховані на місцевому єврейському кладовищі.
Більшість місцевих євреїв були знищені 27-28 серпня 1941 року в околицях, що називалися Фабрична Сінка. Навіть приблизна кількість людей, які були вбиті на цьому місці, залишається невідомою. На цьому місці також були розстріляні євреї із сусідніх сіл Антоновичі, Листвін, Бігунь, Задорожок та Тхорин.
20 листопада 1943-го у Словечне увійшли війська Червоної Армії.
5 липня 1965 року, відповідно до рішення Житомирського ОВК № 403 «Про зміни в адміністративно-територіальному поділі Бердичівського, Дзержинського, Любарського, Новоград-Волинського і Радомишльського районів, та про об'єднання окремих населених пунктів області», приєднано с. Бокіївщина.
В грудні 1962 року з ліквідацією Словечанського району село ввійшло до складу Овруцького району.

## Освіта та культура

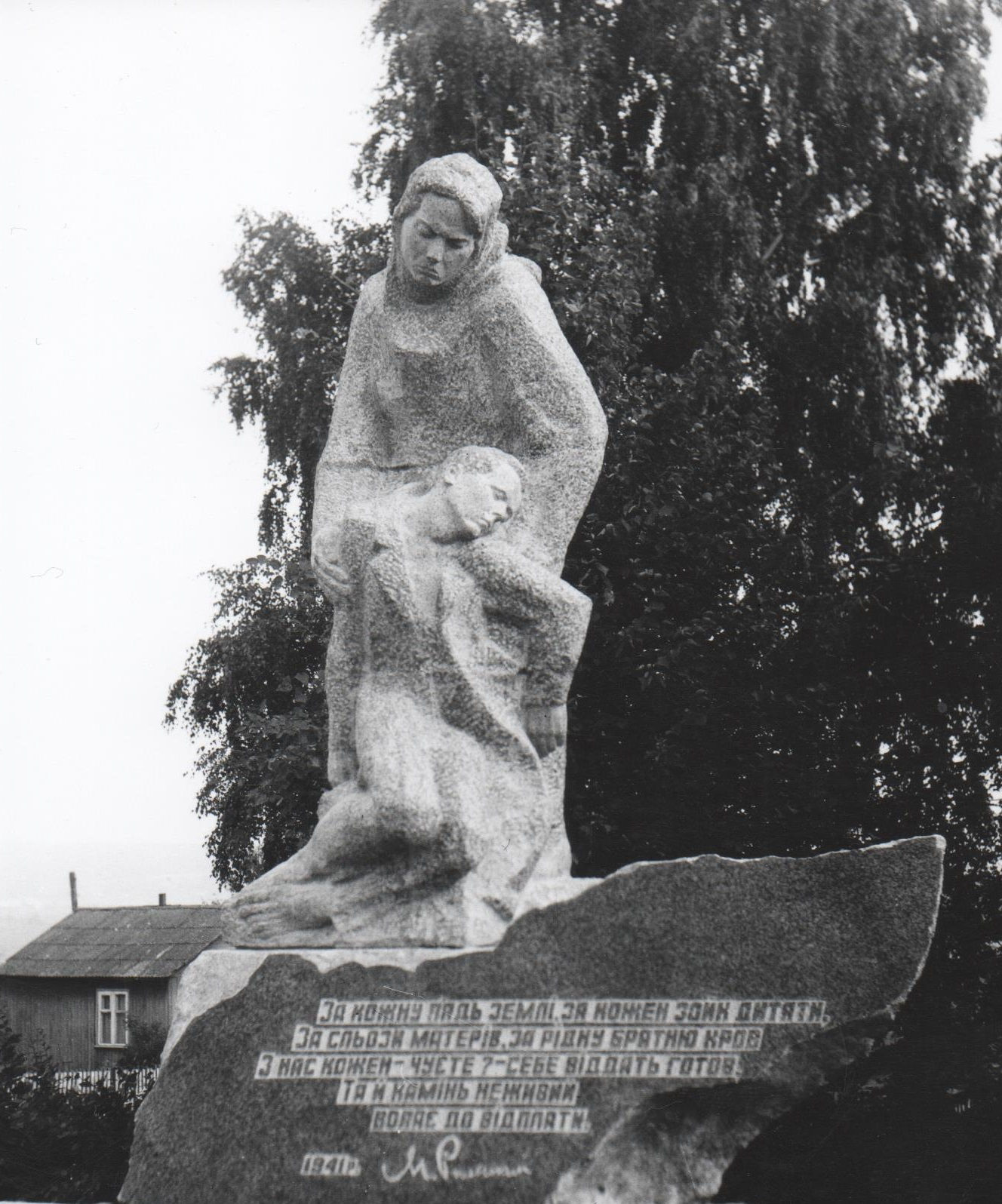
Пам'ятник спаленому селу

1962 року в селі відкрито музей Партизанської Слави,.
У селі розташовано відділення обласного краєзнавчого музею.

## Пам'ятки
У 1970 році було споруджено Пам'ятник партизанам Полісся (скульптор Володимир Нечуйвітер). Присвячено даті: 1941-1945
У 1983 році, на в'їзді до села, біля Будинку культури одним із центрів партизанського Полісся був встановлений Пам'ятник спаленому селу. Скульптор — Й. С. Табачник.
У 1995 році біля музею Партизанської слави було відкрито Меморіальний комплекс на честь спалених сіл Овруцького району.

## Відомі уродженці
- Гойчук Анатолій Федорович (1954) — завідувач кафедри біології лісу та мисливствознавства Національного університету біоресурсів і природокористування України, доктор сільськогосподарських наук, професор[4].
- Макарчук Ярослав Іванович (1974) — український лісівник, Генеральний директор Київського комунального об'єднання зеленого будівництва та експлуатації зелених насаджень міста «Київзеленбуд» (2010—2011), перший заступник Голови Державного агентства лісових ресурсів України (з 2011)[5].
- Кіпніс Ісаак (Іцхок) Нухимович (1894—1974) — єврейський радянський письменник і перекладач[6].